# Одна гривна (банкнота)
1 гривна — наименьшая по номиналу банкнота в денежном обороте современной Украины. Введена в обращение Национальным банком в 1996 году.

## История
По словам одного из авторов (в соавторстве с Б. Максимовым) первых банкнот современной Украины Василия Лопаты, в апреле 1991 года известных художников УССР пригласили для участия в разработке эскизов новой украинской валюты. В. Лопата выполнил серию портретов и пейзажей, которые позже были использованы в оформлении банкнот, а Б. Максимов разработал общую концепцию графического решения банкнот, орнаментику, цветовое решение, уникальный шрифт обозначения номиналов. Одновременно с В. Лопатой и Б. Максимовым, над разработкой собственных эскизов украинской гривны работали народный художник Украины А. Данченко, заслуженные деятели искусств Украины В. Перевальский, заслуженные художники Украины В. Юрчишин, С. Якутович.
Работа по созданию банкнот проходила под эгидой комиссии Верховной Рады Украины по вопросам экономических реформ и управления народным хозяйством, а также комиссии по вопросам культуры и духовного возрождения. В этой работе приняли участие народные депутаты Украины Леонид Танюк, Павел Мовчан, Дмитрий Павлычко, Владимир Яворивский, Иван Заец и др..
Эскизы банкнот рассматривал Президиум Верховной Рады под председательством Леонида Кравчука, который утвердил эскизы, подготовленные Б. Максимовым и В. Лопатой.

### Образец 1992 года
Первые банкноты гривны были изготовлены в Канаде фирмой Canadian Bank Note Company в 1992 году и дополнительно не печатались. Для изготовления купюр была использована комбинированная техника — гравюра на стали и литография.
Банкнота изготовлена на специальной белой бумаге, которая не флуоресцирует в ультрафиолете, с однотонными водяными знаками в форме трезубца, расположенными по всей площади банкноты. Банкнота содержит радужную печать, рельефные элементы, микротекст, видимые защитные волокна, флюоресцентный номер, скрытый номинал и высокую печать.
На аверсе в центре расположено графическое изображение Владимира Великого, а на реверсе — гравюра руин Херсонеса. Дизайн обеих сторон дополнен орнаментами.
Номер на банкноте всегда начинается с единицы. Разграничить номера с подписью В. Гетьмана и В. Ющенко не представляется возможным, так как номера ставились на уже отпечатанных банкнотах.
Введена в обращение 2 сентября 1996 года. Выведена из обращения 1 октября 2020 года.

### Образец 1994 года
Банкноты образца 1994 года были изготовлены на Банкнотно-монетном дворе Нацбанка Украины в 1994 и 1995 годах.
Использовалась специальная белая бумага, которая не флуоресцирует в ультрафиолете, с цветными водяными знаками в виде портрета, соответствующего портрету на лицевой стороне банкноты. Банкнота содержит защитную ленту, совмещённое изображение, радужную печать, рельефные элементы, микротекст, видимые и невидимые защитные волокна, флюоресцентный номер и высокую печать. Надпись на защитной ленте — повторяющееся слово Украина.
На аверсе справа расположено графическое изображение Владимира Великого, а на реверсе — гравюра руин Херсонеса. Дизайн обеих сторон дополнен орнаментами.
Введена в обращение 2 сентября 1996 года. Выведена из обращения 1 октября 2020 года

### Образец 1995 года
Дизайн банкноты образца 1995 года соответствует дизайну банкноты образца 1994 года.
Банкнота содержит вертикально расположенную в толще бумаги между водяным знаком и портретом полимерную металлизированную кодированную ленту шириной около 1,3 мм, видимая при рассмотрении банкноты против света как темная полоска с видимой прозрачной повторяющейся надписью «1 гривна».
Введена в обращение 1 сентября 1997 года. Выведена из обращения 1 октября 2020 года.

### Образец 2006 года
Банкноты одной гривны образца 2006 года были изготовлены на Банкнотно-монетном дворе Нацбанка Украины.
В 2004 году была отпечатана и введена в обращение новая банкнота в серо-зелёных и розоватых тонах, однако почти сразу от угрюмого серого тона было решено избавиться, заменив его на национальные жёлтые и синие цвета, без изменения рисунка. Новая сине-желтая гривна появилась в 2006 году.
Банкнота изготовлена на специальной белой бумаге, которая окрашена в жёлто-голубые оттенки.
Бумага содержит на свободной от печати площади водяной знак в виде портрета, соответствующего портрету на лицевой стороне банкноты. Кроме того есть светлый элемент водяного знака в виде изображения ₴ — графического знака гривны. Банкнота содержит защитную ленту и защитные невидимые при дневном свете волокна, совмещенное изображение, микротекст, орловскую печать, радужную печать и рельефные элементы. Надпись на защитной ленте — повторяющееся «1 грн».
Введена в обращение 22 мая 2006 года.

## Статистические данные
| Банкноты разных лет выпуска | Банкноты разных лет выпуска | Банкноты разных лет выпуска | Банкноты разных лет выпуска | Банкноты разных лет выпуска | Банкноты разных лет выпуска | Банкноты разных лет выпуска | Банкноты разных лет выпуска | Банкноты разных лет выпуска | Банкноты разных лет выпуска |
| Изображение                 | Изображение                 | Подписи                     | Размеры (мм)                | Основные цвета              | Описание                    | Описание                    | Даты                        | Даты                        | Даты                        |
| Лицевая сторона             | Оборотная сторона           | Подписи                     | Размеры (мм)                | Основные цвета              | Лицевая сторона             | Оборотная сторона           | печати                      | выпуска                     | изъятия                     |
| --------------------------- | --------------------------- | --------------------------- | --------------------------- | --------------------------- | --------------------------- | --------------------------- | --------------------------- | --------------------------- | --------------------------- |
|                             |                             | В. Гетьман (1992)           | 135×70                      | оливковый                   | Владимир Великий            | руины Херсонеса             | 1992                        | 2 сентября 1996             | 15 июля 2003                |
|                             |                             | В. Ющенко (1992)            | 135×70                      | оливковый                   | Владимир Великий            | руины Херсонеса             | 1992                        | 2 сентября 1996             | 15 июля 2003                |
|                             |                             | В. Ющенко (1994, 1995)      | 133×66                      | зелёно-коричневый           | Владимир Великий            | руины Херсонеса             | 1994                        | 2 сентября 1996             | 1 декабря 2004              |
|                             |                             | В. Ющенко (1994, 1995)      | 133×66                      | зелёно-коричневый           | Владимир Великий            | руины Херсонеса             | 1995                        | 1 сентября 1997             | 1 декабря 2004              |
|                             |                             | С. Тигипко (2004)           | 118×63                      | серо-зелёный                | Владимир Великий            | город Владимира в Киеве     | 2004                        | 1 декабря 2004              | 1 октября 2020              |
|                             |                             | В. Стельмах (2005)          | 118×63                      | серо-зелёный                | Владимир Великий            | город Владимира в Киеве     | 2005                        | 1 марта 2005                | 1 октября 2020              |
|                             |                             | В. Стельмах (2006)          | 118×63                      | жёлто-синий                 | Владимир Великий            | город Владимира в Киеве     | 2006                        | 22 мая 2006                 | 1 октября 2020              |
|                             |                             | С. Арбузов (2011)           | 118×63                      | жёлто-синий                 | Владимир Великий            | город Владимира в Киеве     | 2011                        | 1 сентября 2011             | 1 октября 2020              |
|                             |                             | В. Гонтарева (2014)         | 118×63                      | жёлто-синий                 | Владимир Великий            | город Владимира в Киеве     | 2014                        | 22 декабря 2014             | 1 октября 2020              |
|                             |                             | Я. Смолий (2018)            | 118×63                      | жёлто-синий                 | Владимир Великий            | город Владимира в Киеве     | в обращении не находились   | в обращении не находились   | в обращении не находились   |